# Stefan Jarl
Stefan Jarl est un réalisateur suédois, né à Skara (province de Västergötland) le 18 mars 1941.

## Biographie
Diplômé de la jeune école de cinéma de Stockholm en 1966, Stefan Jarl devient directeur de production pour des cinéastes comme Stig Björkman, Mai Zetterling et Per Berglund. Il écrit également pour des revues de cinéma. Il acquiert une grande renommée en réalisant des documentaires très engagés qu'il produit en indépendant. Il est aussi impliqué dans la diffusion alternative et dans l'exploitation. Selon Ingmar Bergman, Stefan Jarl doit être apprécié comme « l'un des derniers grands samouraïs qui combat sans relâche pour ses idéaux et ses convictions. »
Plusieurs de ses documentaires ont été récompensés, dont Menace en 1992 aux Los Angeles Film Critics Association Awards et Le Maçon en 2002 au Festival international du film de Göteborg et 2003 aux Guldbagge Awards.

## Filmographie
Sauf indication contraire, les informations mentionnées dans cette section peuvent être confirmées par les bases de données cinématographiques  présentes dans la section « Liens externes ».

### Documentaires
- 1969 : On nous appelle les mods (Dom Kallar oss Mods)
- 1976 : Musikfilmen
- 1979 : Une vie respectable (En anständigt liv)
- 1983 : Naturens hämmd
- 1984 : En av oss
- 1985 : Själen är större än världen
- 1987 : Hotet (ou Uhkkádus en sami)
- 1989 : Le temps n'a pas de nom (Tiden har inget namn)
- 1991 : Jåvna, renskötare år 2000
- 1993 : L'Héritage social (Det sociala arvet)
- 1994 : Au pays des Sames (Samernas land) (court métrage)
- 1998 : La Vie à tout prix (Liv till varje pris) (sur le cinéaste Bo Widerberg)
- 2000 : Från Sverige i tiden
- 2000 : De hemlösa
- 2000 : Skönheten skall rädda världen
- 2002 : Muraren (sur la vie de l'acteur Thommy Berggren)
- 2003 : Terroristes (Terrorister - en film om dom dömda), en collaboration avec Lukas Moodysson
- 2005 : Flickan från Auschwitz
- 2010 : Underkastelsen
- 2013 : Godheten
- 2014 : Koltrasten
- 2015 : Homo Narrans,  sur l'écrivain Henning Mankell

### Fictions
- 1990 : Goda människor
- 1997 : Jag är din krigare